# عصام جمعه
عصام جمعه (انگلیسی: Issam Jemâa؛ زاده ۲۸ ژانویهٔ ۱۹۸۴) یک بازیکن فوتبال اهل تونس است.
وی همچنین در تیم ملی فوتبال تونس بازی کرده است.